# Ога, Норио
Норио Ога (яп. 大賀 典雄 О:га Норио, 29 января 1930, Нумадзу, Япония — 23 апреля 2011, Токио, Япония) — японский предприниматель, президент корпорации Sony в 1982—1995 годах, сменивший на этой должности Акио Мориту; родоначальник выпуска компакт-дисков; также оперный певец (баритон) и дирижёр.

## Биография
Родился в городе Нумадзу в богатой семье. В 1948 году поступил на музыкальный факультет Национального университета изящных искусств в Токио. Уже в это время он знакомится с Акио Моритой и его другом по службе, инженером Масару Ибукой. Всё началось, когда друзья попросили его заглянуть на фирму, начавшую выпускать магнитофоны, поскольку Ога интересовался механикой. Как раз в это время Ибука изготовил прототип своего первого магнитофона. В результате основатели фирмы, Ибука и Морита решили сделать Огу, как музыканта, экспертом по звуку. Одновременно Ога убеждал руководителей музыкальных школ и училищ приобретать магнитофоны, помогая таким образом успеху предприятия. «Взамен» Ибука одолжил ему магнитофон для записи его соло в Брамсовском «Немецком реквиеме».
По окончании университета в 1953 году Ога отправился в Берлин в сопровождении своей невесты и аккомпаниаторши Мидори Мацубары, в надежде стать оперным певцом. В Берлине Ога пел в студенческих постановках опер Моцарта и участвовал в постановке оперы Менотти «Телефон». Помимо прочего, он присылал своим партнёрам по фирме, получившей название «Сони», вырезки из немецких газет, касающихся развития электронной промышленности в стране. Всё это время он продолжал получать зарплату за счёт компании. Тогда же Ога познакомился с Гербертом фон Караяном, который впоследствии сотрудничал с «Сони» до самой своей смерти. В 1957 году он окончил Берлинский университет искусств.
Вернувшись из Германии, Ога планировал начать концертную деятельность, однако Морита уговорил его продолжить работу в «Сони». Вскоре он возглавил отдел магнитофонных плёнок, а также создал дизайнерский центр. В 1964 году он вошёл в совет директоров компании. В конце концов, карьера Оги в «Сони» постепенно свела на нет его музыкальную деятельность.
В 1972 году Ога стал управляющим директором «Сони»; в 1976 — заместителем президента, а в 1982 сменил Мориту на должности президента и ведущего исполнительного директора компании. Именно Ога сделал первый шаг к производству звукозаписей, разработав стратегию «синергии», согласованного взаимодействия между приборами и программным обеспечением, и настоял на разработке и развитии цифровой записи.
Важную роль в развитии компании сыграло сотрудничество с известными музыкантами из Европы, например, с Караяном. Караяну весьма понравилась идея записи и воспроизведения звука при помощи лазерных лучей, поскольку это устраняло помехи при записи в виде щелчков. Воспользовавшись своим влиянием, он помог «Сони» заключить договор с компанией «Филипс», который способствовал ускорению производства компакт-диска. В апреле 1980 года Караян представил компакт-диски на совместной с Морита пресс-конференции в Зальцбурге, а ещё через семь лет Караян и Ога перерезали ленточку на открытии первого в Европе завода по производству дисков, построенный фирмой «Сони» в пригороде Зальцбурга — Анифе. Ога предложил, чтобы диск имел 12 см в диаметре, поскольку это позволяло целиком записать Девятую симфонию Бетховена.
В 1988 году «Сони» купила в США один из крупнейших звукозаписывающих лейблов — CBS Records, которая позднее получила название Sony Music Entertainment, а на следующий год — одну из ведущих американских киностудий «Columbia Pictures». Также под руководством Норио «Сони» вывела на рынок игровую консоль PlayStation.
В 1994-м Ога занял пост председателя правления компании «Сони», оставаясь на этой должности до 2003 года. После этого он оставался почётным председателем.
Помимо работы в «Сони», Ога старался не оставлять полностью и свою первоначальную профессию — профессию музыканта. В 1990-е годы он проявил себя в качестве дирижёра. В начале он провёл два концерта в Токио; в августе 1992 дирижировал Шотландской симфонией Мендельсона на Шлезвиг-Гольштейнском фестивале. А вечером 12 мая 1993 года Ога выступил в Нью-Йорке с программой из произведений Бетховена, Шуберта и Штрауса. После этого сотрудничал с Бостонским оркестром, а с 1999 — с Токийским филармоническим оркестром, выступая с ним по нескольку раз в год. Под его управлением играли и некоторые другие оркестры.
Был представлен к ряду японских и иностранных наград, в том числе к Ордену Почётного легиона. Умер Норио Ога 23 апреля 2011 года в Токио от полиорганной недостаточности.